# Kvinnobröst

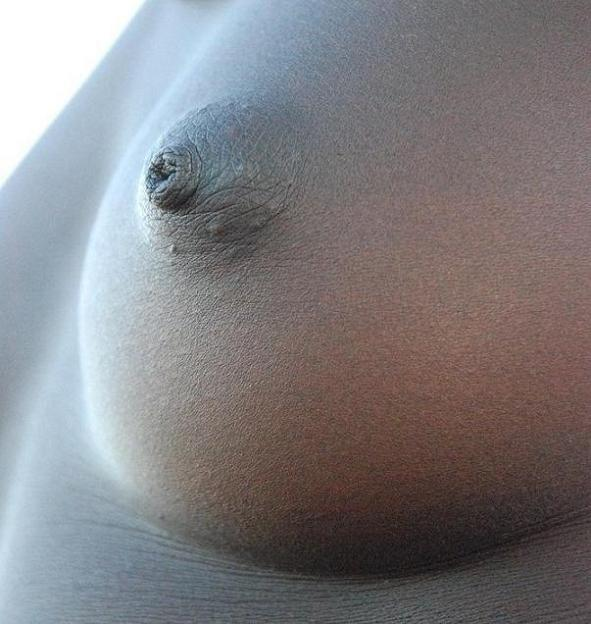
Ett kvinnobröst.

Kvinnobröst eller enbart bröst (latin: mamma) sitter på höger och vänster sida av bröstkorgens framsida på postpubertala kvinnor och består huvudsakligen av en ansamling kroppsfett och bindväv, men också bröstkörtlar. Körtlarna kan producera bröstmjölk som utgör föda till spädbarn. Mjölken leds via körtelgångar och utsöndras ur bröstvårtorna.
Både män och kvinnor utvecklar bröst ur samma embryologiska vävnad, men under puberteten påverkas tillväxten hos de kvinnliga brösten av kvinnans könshormoner, främst östrogen. Detta sker vanligtvis inte hos män, på grund av deras högre halter av testosteron. Brösten är ett av de första tecknen på att en flicka gått in i puberteten.
Under graviditeter påverkas brösten av ett komplext samspel mellan olika hormoner som resulterar i att brösten växer och kan börja producera mjölk. Tre av dessa hormoner är östrogen, progesteron och prolaktin, som också påverkar körtelvävnaderna i brösten under menstruationscykeln.
Bröstmjölksutsöndring från bröstvårtan, utan koppling till graviditet eller amning kallas galaktorré och kan under specifika förhållanden drabba både män och kvinnor. Om storleken på kvinnans bröst förändras kan det vara fråga om gigantomasti eller bröstatrofi. Om mannen bildar bröst som liknar kvinnobröst kallas tillståndet gynekomasti.

## Anatomi

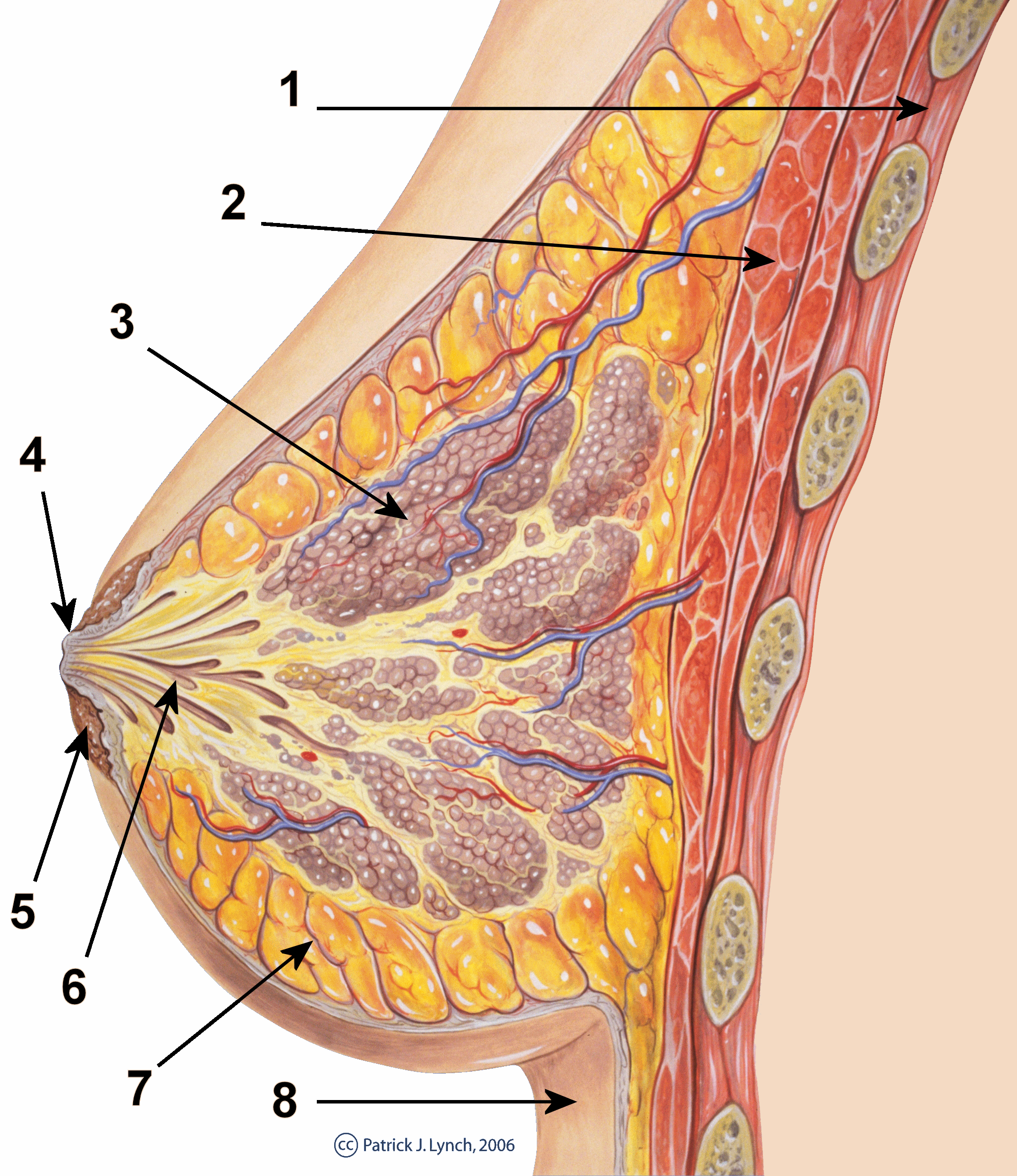
Kvinnobröstets anatomi
1.Bröstkorgens vägg
2.Stora bröstmuskeln (pectoralis)
3.Lob
4.Bröstvårta
5.Vårtgård
6.Mjölkgång
7.Bindväv
8.Hud

Bröstkörtlarna, eller mjölkkörtlarna (Glandula mammae), är cirka 20 lober, särskilda körtlar, som återfinns hos däggdjur och vilka efter förlossning tillverkar bröstmjölk som näring till spädbarn. Evolutionärt sett är bröstkörtlarna troligen utvecklade ur svettkörtlar. Runt och över bröstkörtlarna, under huden, finns fettvävnad och bindväv. Bröstkörtlarna sitter framförallt på den nedre halvan av brösten. De har körtelgångar ut till bröstvårtan, som omges av vårtgårdar. Vid amning utsöndras bröstmjölken ur bröstvårtan. Vårtgården har en egen sorts talgkörtlar, Montgomerys körtlar, vilkas talg är antiseptiskt och skyddar vårtgårdarna och bröstvårtorna från uttorkning.
Kvinnors brösttillväxt startar något år innan menarche, och beror på förändrade värden av framförallt östrogen, progesteron och prolaktin, samt ansamlingen av dessas receptorer i brösten – de har också receptorer i andra delar av kroppen vilka konkurrerar om hormonerna i omlopp. Bröstutvecklingen är också beroende av tillväxthormon och somatomediner (IGF-1). Östrogenet påverkar tillväxten av bröstkörtlarna, och verkar genom östrogenreceptorer i brösten. Östrogenet bildas till följd av att aromatas förändrar testosteronets molekyl. Mängden östrogen en kvinna har är mycket individuellt, och beror bl.a. på mängden könshormonbindande globulin. Utvecklingen av bindväven beror framförallt på progesteronet, och avgörs likt östrogenet av mängden progesteronreceptorer i brösten. Epitelcellernas utveckling avgörs av prolaktinet, som verkar genom prolaktinreceptorer vilka i sin tur endast kan bildas i brösten som respons på östrogen och progesteron. Därtill verkar bröstutvecklingen påverkas av gonadotropiner.
Förhöjd densitet i brösten förekommer vid förhöjda nivåer tillväxthormon (akromegali), som också kan ge större bröstmassa. Förhöjd densitet brukar uppfattas som förhöjd risk för att drabbas av bröstcancer.
Hormonerna får dels bröstkörtlarna att utvecklas under puberteten, dels reglerar hormonerna var kroppsfettet placerar sig. Ändrade hormonvärden efter puberteten kan förändra bröststorleken, vilket sker till exempel under graviditet. Dock innehåller p-piller så pass lågt värde av östrogen att många som använder det inte märker av någon storleksförändring. Större eller mindre byst efter puberteten beror därför oftast på förändringar i kroppsvikten.
Brösten stödjs av bindväven som finns mellan loberna, men eftersom bröstmusklerna sitter ovanför de relativt tunga bröstkörtlarna brukar bysten tyngas ner ganska snart efter bröstutvecklingen. Detta påverkar formen på brösten. För att hålla brösten uppe och för att forma dem kan BH användas. Stora förändringar i bröststorleken, som vid graviditet eller viktförändring, kan ge bestående förändringar i formen eftersom huden kan vara för litet elastisk. Vid sådana tillfällen kan huden på brösten få bristningar.

## Funktion

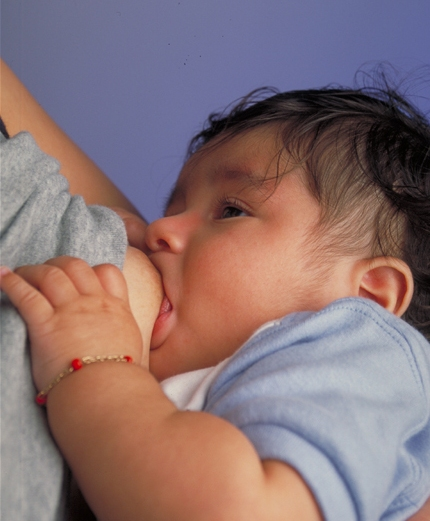
Barn som ammas.

### Amning
Då en kvinna blir gravid växer brösten ytterligare, nu efter påverkan från moderkakan. Efter eller i samband med förlossningen börjar mjölkkörtlarna producera mjölk efter hormonell påverkan (prolaktin) från hypofysen. När barnet suger på bröstvårtan stimulerar den produktion av oxytocin som leder till mjölksekretion.

### Sexuell roll
Bröst spelar en viktig roll i sexuellt beteende hos människor och de är även ett viktigt sekundärt könskarakteristikum för kvinnor. Jämfört med andra primater är brösten oproportionerligt stora hos vuxna kvinnor och kan ha utvecklats som en visuell signal av sexuell mognad och fertilitet.

## Plastikkirurgi

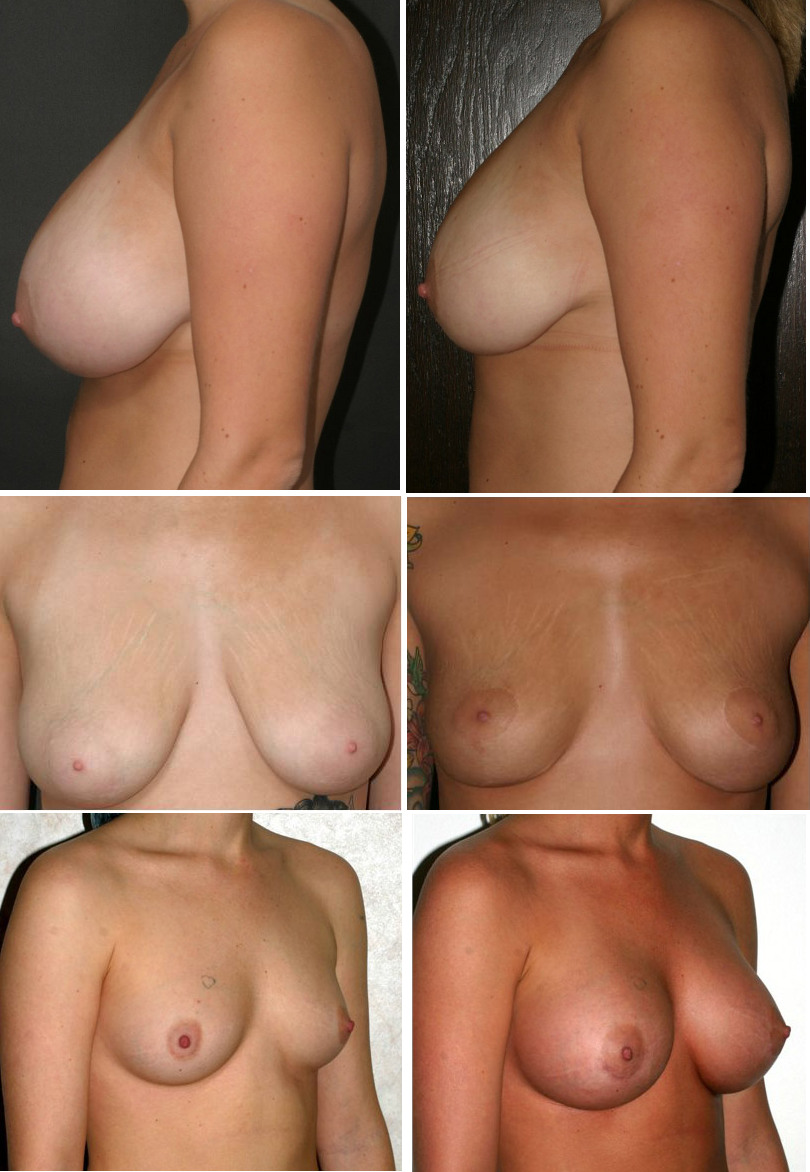
Resultat av olika typer av plastikkirurgi. Till vänster syns patienten före operationen och till höger efter genomförd operation. Bröstförminskning, bröstlyft och bröstförstoring.

Plastikkirurgi av brösten inkluderar estetisk och rekonstruktiv plastikkirurgi, efter att exempelvis bröstcancer lett till en mastektomi (borttagandet av bröstvävnad). En del kvinnor genomgår då operationer för att återskapa det bortopererade bröstet, eller brösten. Detta kan göras på ett flertal olika sätt, exempelvis genom bröstimplantat eller genom att använda fett och annan vävnad från buken eller ryggen.
Bröstförminskningskirurgi är ett vanligt ingrepp som involverar borttagandet av ett överskott av bröstvävnad, fett och skinn samt omplacering av bröstvårta och vårtgård.

## Bröstcancer
Bröstcancer är en form av cancer som kan drabba alla däggdjur inklusive människan, vanligtvis kvinnor, men sjukdomen kan även drabba män. Cancern utgår från bröstvävnaden.